# Ford Capri EV
|  | For den oprindelige Capri, se Ford Capri |
Ford Capri er en kompakt crossover SUV lille mellemklassebil fremstillet af Ford i Fords europæiske afdeling. Bilen fremstilles på Fords fabrikker i Köln og markedsføres hovedsageligt i Europa. Køretøjet er baseret på Volkswagen Groups MEB-platform og benytter batterier fra Volkswagen. Køretøjet har taget sit navn fra originale Ford Capri.

## Oversigt
I begyndelsen af 2023 opstod rygter om, at Ford ønskede at genoplive Capri-navnet i Europa som en elektrisk sports-crossover- coupé, på samme måde, som genoplivningen af Puma-navnet i 2019.
Den nye bil er baseret på Volkswagen Groups MEB-platform og deler teknologi og design med Ford Explorer EV. Et camoufleret præproduktionskøretøj blev set kørende rundt i Köln i november 2023.
Den nye bil blev præsenteret den 10. juli 2024. 